# Coppa Placci 2000
La Coppa Placci 2000, cinquantesima edizione della corsa, si svolse il 2 settembre 2000 su un percorso di 200,4 km. La vittoria fu appannaggio dell'italiano Francesco Casagrande, che completò il percorso in 4h22'15", precedendo i connazionali Davide Rebellin e Michele Bartoli.
I corridori che presero il via da Imola furono 179, mentre coloro che tagliarono il traguardo di San Marino furono 52.

## Ordine d'arrivo (Top 10)
| Pos. | Corridore            | Squadra                      | Tempo    |
| ---- | -------------------- | ---------------------------- | -------- |
| 1    | Francesco Casagrande | Vini Caldirola-Sidermec      | 4h22'15" |
| 2    | Davide Rebellin      | Liquigas-Pata                | a 36"    |
| 3    | Michele Bartoli      | Mapei-Quick Step             | s.t.     |
| 4    | Filippo Simeoni      | Amica Chips-Tacconi Sport    | a 1'01"  |
| 5    | Paolo Bettini        | Mapei-Quick Step             | a 1'02"  |
| 6    | Sergio Barbero       | Lampre-Daikin                | s.t.     |
| 7    | Massimo Donati       | Vini Caldirola-Sidermec      | a 1'04"  |
| 8    | Gianluca Tonetti     | Aguardiente Néctar-S. Italia | a 1'08"  |
| 9    | Andrea Ferrigato     | Fassa Bortolo                | a 1'18"  |
| 10   | Oscar Mason          | Mercatone Uno-Albacom        | a 1'29"  |